# Lista de países hostiles

Actualmente (rojo carmesí):

(ordenado alfabéticamente)

 Albania

 Andorra

 Australia

 Bahamas

 Canadá

 Corea del Sur

 Estados Federados de Micronesia

 Estados Unidos

 Islandia

 Japón

 Liechtenstein

 Macedonia del Norte

 Mónaco

 Montenegro

 Noruega

 Nueva Zelanda

 Reino Unido(con todas sus dependencias de ultramar)

 San Marino

 Singapur

 Suiza

 Taiwán

 Unión Europea (con las dependencias europeas, sin el territorio de Groenlandia)  

 Ucrania
1. ↑  incluido Jersey, Anguila, Islas Vírgenes Británicas, y Gibraltar
2. ↑  Austria, Bélgica, Bulgaria, Croacia, Chipre, República Checa, Dinamarca, Estonia, Finlandia, Francia, Alemania, Grecia, Hungría, Irlanda, Italia, Letonia, Lituania, Luxemburgo, Malta, Países Bajos, Polonia, Portugal, Rumania, Eslovaquia, Eslovenia, España, y Suecia

Acusados por el gobierno ruso de ser países/territorios hostiles hacia Rusia.
Actualmente (rojo carmesí):
(ordenado alfabéticamente)
Albania
Andorra
Australia
Bahamas
Canadá
Corea del Sur
Estados Federados de Micronesia
Estados Unidos
Islandia
Japón
Liechtenstein
Macedonia del Norte
Mónaco
Montenegro
Noruega
Nueva Zelanda
Reino Unido(con todas sus dependencias de ultramar)
San Marino
Singapur
Suiza
Taiwán
Unión Europea (con las dependencias europeas, sin el territorio de Groenlandia)
Ucrania

La lista de países hostiles (en ruso: Список недружественных стран, romanizado: Spisok nedruzhestvennykh stran) es una lista de Estados, territorios, regiones y entidades supranacionales publicada por el gobierno de la Federación de Rusia que participan en actividades que el gobierno considera «inamistosas» o «agresivas» con Rusia. Establecida por primera vez en mayo de 2021 con sólo dos países nombrados en la lista, Estados Unidos y la República Checa, la lista se amplió a 56 países y territorios después de que esos países impusieran sanciones contra Rusia tras la invasión rusa de Ucrania en febrero de 2022. La Unión Europea se incluyó en la lista como entidad supranacional, tras sancionar a Rusia en la llamada «respuesta de la Unión a la invasión rusa de Ucrania».
Los países agregados a la lista de hostiles están sujetos a ciertas restricciones de sus relaciones con el Kremlin, incluidas las comerciales y monetarias y límites de contratación en las misiones diplomáticas de los países enumerados.
- Países miembros de la Unión Europea
- Países miembros de la OTAN

## Lista de países y regiones
La República Checa y los Estados Unidos se agregaron a la lista en mayo de 2021, mientras que el resto de los países se agregaron en marzo de 2022. Luego en julio de 2022, Rusia añadió a Croacia, Dinamarca, Eslovaquia, Eslovenia y a Grecia, individualmente de la Unión Europea, dos días después, el gobierno ruso también incluiría a Bahamas y las dependencias británicas de Guernsey e Isla de Man. Finalmente, a finales de octubre de 2022, Rusia agregaría a todas las dependencias británicas restantes.
Las sanciones afectan técnicamente a la totalidad del continente europeo, a excepción de Bielorrusia, Bosnia-Herzegovina, Moldavia y Serbia; en Asia sólo afectaba a Japón, Corea del Sur y Taiwán; en Oceanía a Micronesia, Australia y Nueva Zelanda, mientras que en las Américas sólo se mencionan a las Bahamas, Canadá y los Estados Unidos. Por ende, África es el único continente donde ningún Estado es mencionado en la lista.

## Antecedentes
En junio de 2018, el presidente ruso, Vladímir Putin, firmó una ley que faculta al gobierno para introducir contramedidas a países que se determine que han participado en acciones "inamistosas" contra Rusia. Las contramedidas enumeradas incluyeron restricciones a la importación y exportación, suspensión o terminación de la cooperación internacional o privatización de activos estatales. Un anuncio sobre la aprobación de la legislación publicado por los medios estatales rusos nombró específicamente a Estados Unidos como el objetivo de la ley.
En abril de 2021, la portavoz del Ministerio de Relaciones Exteriores de Rusia, María Zajárova, anunció que Rusia publicaría una "lista de países hostiles" que incluye a Estados Unidos. Los primeros borradores de la lista se filtraron e incluían hasta diez países, pero la lista final emitida por Rusia solo contenía dos: Estados Unidos y la República Checa. Al publicar la lista, el gobierno ruso impidió que la embajada checa en Rusia contratara a no más de 19 ciudadanos rusos y prohibió que la embajada de EE. UU. en Rusia contratara empleados locales.
Las relaciones de Rusia con ambos países estaban en un punto bajo en ese momento. Estados Unidos y Rusia habían expulsado recientemente a los diplomáticos del otro y Estados Unidos impuso sanciones contra Rusia en represalia por los ataques cibernéticos rusos y la presunta interferencia en las elecciones estadounidenses de 2016. De manera similar, la República Checa acusó a los oficiales de inteligencia rusos de estar detrás de dos explosiones de depósitos de municiones dentro del país en 2014.

### Expansión marzo-julio 2022
En febrero de 2022, Rusia lanzó una invasión a gran escala contra su país vecino, Ucrania. Numerosos países de todo el mundo comenzaron a instituir sanciones económicas contra Rusia en represalia por la invasión con el objetivo de paralizar la economía rusa, además de la decisión de los Estados Federados de Micronesia de romper relaciones diplomáticas con Rusia. En respuesta, Rusia amplió la Lista de países hostiles hasta alcanzar a 48 (luego a 54 y 2 dependencias) de todo el mundo que habían impuestos sanciones y que hayan cortado relaciones diplomáticas con el régimen ruso.

## Restricciones contra los países y regiones enumerados
La base legal para instituir sanciones contra países considerados "inamistosas" con Rusia se aprobó inicialmente en junio de 2018 con un menú de contramedidas disponibles, incluidas restricciones de importación y exportación, suspensión o terminación de la cooperación internacional o privatización de activos estatales, pero sin objetivos específicos fueron enumerados. Cuando Estados Unidos y la República Checa se agregaron a la lista en abril de 2021, Rusia restringió la cantidad de empleados locales que podían ser contratados por las misiones diplomáticas de ellos en Rusia. La embajada de la República Checa solo pudo contratar a 19 empleados rusos, mientras que la embajada de los Estados Unidos no pudo contratar a ninguno.
En marzo de 2022, en represalia por las sanciones impuestas contra Rusia en respuesta a su invasión de Ucrania, Rusia agregó 48 países adicionales que le habían impuesto sanciones a la Lista de países hostiles. Los deudores de los países en la lista que buscaban recibir pagos de la deuda debían abrir una cuenta bancaria especial en un banco ruso para recibir pagos en la moneda rusa, rublos, en lugar de otra moneda internacional. Además, todos los nuevos acuerdos corporativos entre empresas y entidades rusas en países de la lista de países hostiles debían obtener la aprobación de una comisión gubernamental.
Putin anunció varias semanas después que Rusia solo aceptaría el rublo como pago por las exportaciones de gas natural de Rusia a países de la lista. Como resultado de la congelación de las reservas de divisas en euros y dólares del Banco Central de Rusia por parte de los países hostiles, además de la prohibición SWIFT de las transferencias en dólares y euros hacia o desde una gran parte del sector bancario ruso, Rusia ya no consideró el pago en dólares y euros vía cuentas extranjeras viables. Gazprombank y Rosneftbank se salvaron de las sanciones de SWIFT para permitir que los pagos de gas y petróleo rusos se procesaran a Gazprom y Rosneft.
Sin embargo, Rusia aún enfrentaba el riesgo de que los pagos de energía en dólares o euros almacenados en estos bancos también pudieran congelarse allí en una futura extensión de la prohibición de SWIFT. Con el requisito de pagar en rublos esto se evita. Putin dijo que, como resultado, "no tenía sentido" recibir pagos en otras monedas. Además, las sanciones internacionales contra Rusia provocaron la caída en picado del valor del rublo. La Unión Europea, que se agregó a la lista, depende de Rusia para el 40% de sus importaciones de gas natural, y forzar pagos en rublos podría ayudar a inflar la demanda y el valor de la moneda.
El presidente ruso, Vladímir Putin, firmó un decreto que introduce restricciones de visa para ciudadanos de "países hostiles", una decisión tomada en represalia por las "medidas hostiles" tomadas por la Unión Europea, dijo el Kremlin el 4 de abril de 2022. Según el decreto, Rusia suspenderá parcialmente sus acuerdos de visa simplificada con el EEE: la UE, Noruega, Islandia y Liechtenstein, incluida Suiza. El Kremlin dijo que el decreto también ordenaba al Ministerio de Relaciones Exteriores del país imponer restricciones de entrada individuales a los extranjeros y apátridas que cometan actos hostiles contra Rusia, sus ciudadanos o entidades legales.
Rusia prohibió la exportación de gases inertes, incluidos neón y helio, a "países hostiles" el 31 de mayo de 2022. Esta fue una contra sanción que siguió a la prohibición de exportar productos electrónicos a Rusia.